# Кемлянское сельское поселение
Кемлянское се́льское поселе́ние — муниципальное образование в Ичалковском районе Мордовии Российской Федерации.
Административный центр — село Кемля.

## История
Статус и границы сельского поселения установлены Законом Республики Мордовия от 1 декабря 2004 года № 98-З «Об установлении границ муниципальных образований Ичалковского муниципального района, Ичалковского муниципального района и наделении их статусом сельского поселения и муниципального района».
В 2019 году в Кемлянское сельское поселение (сельсовет) были включены все населённые пункты Кергудского сельского поселения (сельсовета).

## Население
| 2002  | 2010  | 2012  | 2013  | 2014  | 2015  | 2016  |
| ----- | ----- | ----- | ----- | ----- | ----- | ----- |
| 4872  | ↘4826 | ↘4785 | ↗4790 | ↗4849 | ↘4600 | ↘4585 |
| 2017  | 2018  | 2019  | 2020  | 2021  |       |       |
| ↘4571 | ↘4500 | ↘4434 | ↗4774 | ↘4745 |       |       |

## Состав сельского поселения
| № | Населённый пункт | Тип населённого пункта | Население |
| - | ---------------- | ---------------------- | --------- |
| 1 | Кемля            | село                   | ↘4358     |
| 2 | Кергуды          | село                   | ↗397      |
| 3 | Малые Ичалки     | деревня                | ↘9        |